# Giacomo Marramao
Giacomo Marramao (Catanzaro, 18 ottobre 1946) è un filosofo italiano.

## Biografia
Allievo di Eugenio Garin, nel 1969 si è laureato in filosofia all'Università degli Studi di Firenze. Dal 1971 al 1975 ha proseguito gli studi all'Università di Francoforte, lavorando soprattutto intorno ai diversi filoni del marxismo italiano ed europeo. Nel 1971 ha pubblicato Marxismo e revisionismo in Italia, rintracciando in Gentile la chiave di volta filosofica del marxismo italiano. Dal 1976 al 1995 ha insegnato filosofia della politica e storia delle dottrine politiche presso l'Istituto Universitario Orientale di Napoli. Nel 1979 è uscito il suo libro Il politico e le trasformazioni, nel quale ha posto a confronto le tematiche del marxismo europeo degli anni Venti e Trenta con le analisi delle trasformazioni del politico di Carl Schmitt (del cui pensiero egli è stato uno dei primi riscopritori). A partire dal volume Potere e secolarizzazione (1983) è venuto elaborando una teoria simbolica del potere (e del nesso politica-tempo) incentrata sulla ricostruzione 'archeologica' dei presupposti del razionalismo occidentale.
Fondamentali, nel dibattito politico-culturale e filosofico degli anni Ottanta, le sue collaborazioni a due riviste: Laboratorio politico (1981-1983) diretto da Mario Tronti e il Centauro (1981-1986), diretto da Biagio de Giovanni.
È stato direttore scientifico della Fondazione Basso-Issoco, membro del Collège International de Philosophie di Parigi e professore honoris causa all'Università di Bucarest. Nel 2005 la Presidenza della Repubblica francese gli ha conferito l'onorificenza delle "Palmes Académiques". Nel 2009 ha ricevuto il Premio internazionale di filosofia "Karl-Otto Apel" e nel 2013 il titolo di doctor honoris causa in Filosofia dalla Universidad Nacionál de Córdoba (Argentina).
Ha conseguito altri premi: il premio Pozzale Luigi Russo a Passaggio a Occidente e il premio di filosofia "Viaggio a Siracusa" a La passione del presente.
Nel 2018 è stato nominato professore emerito dell'Università degli Studi Roma Tre, dove ha insegnato filosofia politica e filosofia teoretica.

## Pensiero
Muovendo dallo studio del marxismo italiano ed europeo (Marxismo e revisionismo in Italia, 1971; Austromarxismo e socialismo di sinistra fra le due guerre, 1977), ha analizzato le categorie politiche della modernità (Potere e secolarizzazione, 1983), proponendone, in dialogo con i francofortesi (Il politico e le trasformazioni, 1979) e con M. Weber (L'ordine disincantato, 1985), una ricostruzione simbolico-genealogica. Secondo questa lettura, che riprende le ipotesi storico-filosofiche di Karl Löwith, nelle forme moderne di organizzazione sociale si depositano significati che derivano da un processo di secolarizzazione dei contenuti religiosi, ossia dalla riproposizione in dimensione mondana dell'orizzonte simbolico cristiano. In particolare, la secolarizzazione ha il suo centro in un processo di «temporalizzazione della storia», in virtù del quale le categorie del tempo (che traducono l'escatologia cristiana in una generica apertura al futuro: progresso, rivoluzione, liberazione, etc.) assumono centralità crescente nelle rappresentazioni politiche della modernità. Su queste considerazioni, riprese anche in Dopo il Leviatano (1995 - nuova edizione ampliata 2013), Passaggio a Occidente. Filosofia e globalizzazione (2003 - nuova edizione 2009), La passione del presente (2008), Contro il potere (2011), si è innestata via via una tematizzazione esplicita del problema filosofico della temporalità, che per molti aspetti anticipa sia le tesi oggi in voga intorno alla "accelerazione" e al rapporto politica-velocità, sia i temi dello spatial turn, della "svolta spaziale" contemporanea. Contro le concezioni bergsoniana e heideggeriana, che delineano con sfumature diverse una forma pura della temporalità, più originaria rispetto alle sue rappresentazioni/spazializzazioni, Marramao argomenta l'inscindibilità del nesso tempo-spazio e, richiamandosi tra l'altro alla fisica contemporanea, riconduce la struttura del tempo a un profilo aporetico e impuro, rispetto a cui la dimensione dello spazio costituisce il riferimento formale per pensarne i paradossi. (Minima temporalia, 1990 - nuova edizione 2005 - e Kairós. Apologia del tempo debito, 1992 - nuova edizione ampliata nel 2005 e ancora 2020, per i tipi di Bollati Boringhieri - ISBN 978-88-339-2597-4).
Tra le sue ultime pubblicazioni: L’esperimento del mondo. Mistica e filosofia nell’arte di Fabio Mauri, Bollati Boringhieri, Torino 2018 (ISBN 978-88-339-3029-9), Per un nuovo Rinascimento, Castelvecchi, Roma 2020 (ISBN 978-88-328-2855-9), Sulla sindrome populista, Castelvecchi, Roma 2020 (ISBN 978-88-3290-066-8) - tradotto anche in spagnolo, Sobre el síndrome populista, Prólogo de Ínigo Errejón, Gedísa, Barcelona-Buenos Aires-México 2020 (ISBN 978-84-18193-75-0), Interregnum. Between Biopolitics and Posthegemony, Mimesis International, Milano-Udine 2020 (ISBN 978-88-6977-261-0).